# Équipe d'Italie de football à la Coupe du monde 1934
L'équipe d'Italie de football remporte la Coupe du monde 1934 qui est jouée à domicile.

## Effectif
| Nom                | Nom                 | Club             | Sélections*     | Age             | J.              | Buts            | Rouge           | Jaune           |
| Gardiens de but    | Gardiens de but     | Gardiens de but  | Gardiens de but | Gardiens de but | Gardiens de but | Gardiens de but | Gardiens de but | Gardiens de but |
| ------------------ | ------------------- | ---------------- | --------------- | --------------- | --------------- | --------------- | --------------- | --------------- |
| -                  | Giuseppe Cavanna    | SSC Naples       | 0               | 28 ans          | 0               | 0               | -               | -               |
| -                  | Giampiero Combi     | Juventus         | 47e             | 32 ans          | 5               | 0               | -               | -               |
| -                  | Guido Masetti       | AS Rome          | 0               | 27 ans          | 0               | 0               | -               | -               |
| Défenseurs         |                     |                  |                 |                 |                 |                 |                 |                 |
| -                  | Luigi Allemandi     | Ambrosiana Milan | 14e             | 31 ans          | 5               | 0               | -               | -               |
| -                  | Eraldo Monzeglio    | Bologne FC       | 17e             | 28 ans          | 4               | 0               | -               | -               |
| -                  | Virginio Rosetta    | Juventus         | 52e             | 32 ans          | 1               | 0               | -               | -               |
| -                  | Mario Varglien      | Juventus         | 0               | 29 ans          | 0               | 0               | -               | -               |
| Milieux de terrain |                     |                  |                 |                 |                 |                 |                 |                 |
| -                  | Pietro Arcari       | Milan AC         | 0               | 25 ans          | 0               | 0               | -               | -               |
| -                  | Luigi Bertolini     | Juventus         | 23e             | 30 ans          | 4               | 0               | -               | -               |
| -                  | Umberto Caligaris   | Juventus         | 59e             | 33 ans          | 0               | 0               | -               | -               |
| -                  | Armando Castellazzi | Ambrosiana Milan | 3e              | 30 ans          | 1               | 0               | -               | -               |
| -                  | Attilio Ferraris    | AS Rome          | 25e             | 27 ans          | 3               | 0               | -               | -               |
| -                  | Luis Monti          | Juventus         | 15e             | 33 ans          | 5               | 0               | -               | -               |
| -                  | Mario Pizziolo      | ACF Fiorentina   | 10e             | 25 ans          | 2               | 0               | -               | -               |
| Attaquants         |                     |                  |                 |                 |                 |                 |                 |                 |
| -                  | Felice Borel        | Juventus         | 3e              | 20 ans          | 1               | 0               | -               | -               |
| -                  | Attilio Demaría     | Ambrosiana Milan | 2e              | 25 ans          | 1               | 0               | -               | -               |
| -                  | Giovanni Ferrari    | Juventus         | 23e             | 27 ans          | 4               | 2               | -               | -               |
| -                  | Enrique Guaita      | AS Rome          | 6e              | 24 ans          | 4               | 1               | -               | -               |
| -                  | Anfilogino Guarisi  | SS Lazio         | 6e              | 29 ans          | 1               | 0               | -               | -               |
| -                  | Giuseppe Meazza     | Ambrosiana Milan | 27e             | 24 ans          | 5               | 2               | -               | -               |
| -                  | Raimundo Orsi       | Juventus         | 32e             | 33 ans          | 5               | 3               | -               | -               |
| -                  | Angelo Schiavio     | Bologne FC       | 21e             | 29 ans          | 4               | 4               | -               | -               |

* Au moment de la finale
Parmi ces joueurs, Luis Monti, Raimundo Orsi et Enrique Guaita sont des oriundi : des sud-américains (argentins) d'origine italienne, naturalisés italiens.

## L'équipe composée face à la Tchécoslovaquie

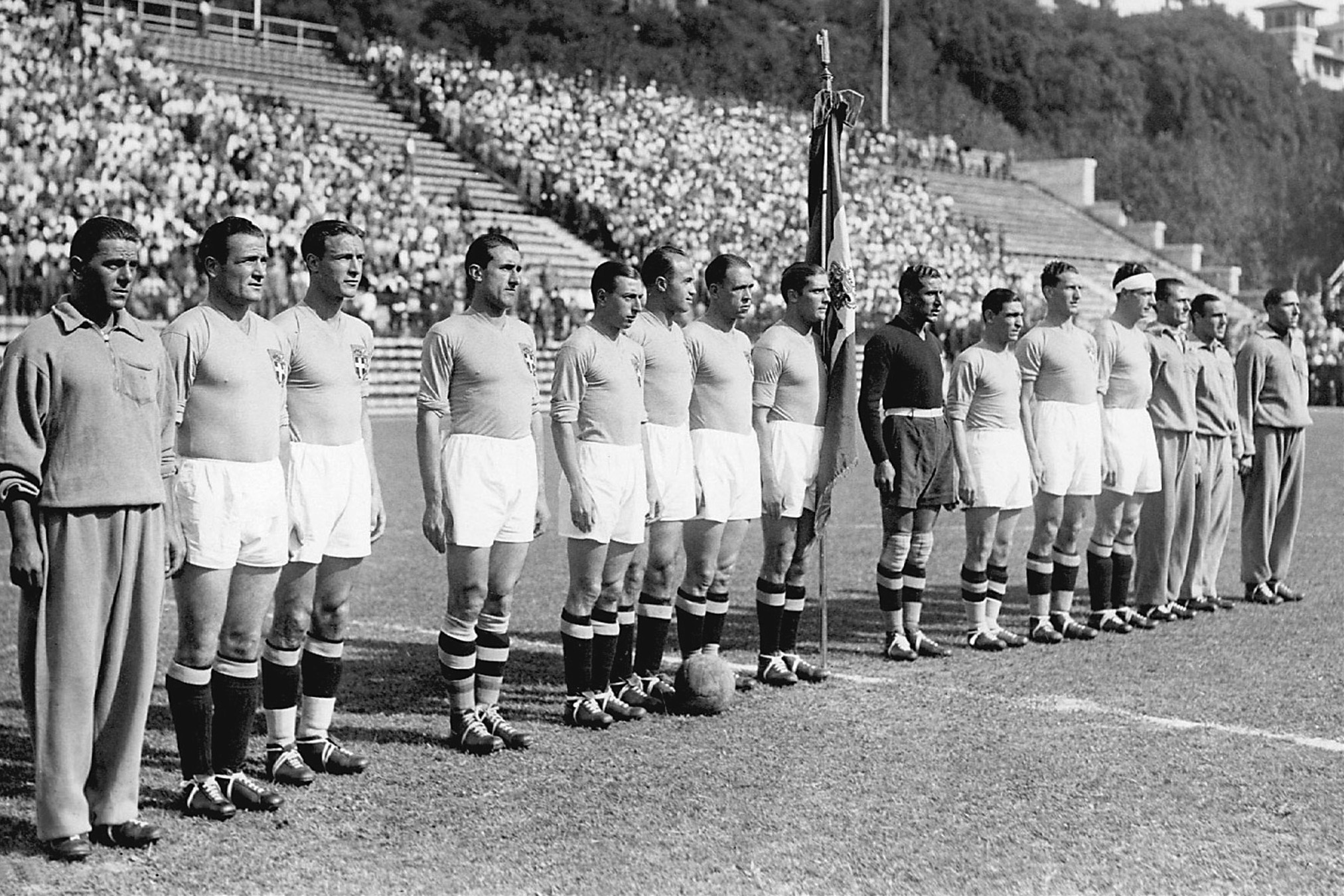
de gauche à droite: Luis Monti (2e), Eraldo Monzeglio, Angelo Schiavio, Raimundo Orsi, Giovanni Ferrari, Enrique Guaita, Giuseppe Meazza -avec le drapeau-, Giampiero Combi, Attilio Ferraris IV, Luigi Allemandi, et Luigi Bertolini.

## Sélectionneur
- Vittorio Pozzo